# Burg Bicken
Die Burg Bicken ist eine abgegangene Burg im Ortskern am Bach, nahe der Kirche von Bicken, einem Ortsteil der Gemeinde Mittenaar im Lahn-Dill-Kreis in Hessen. Von der ehemaligen vermutlich kleinen Burganlage ist nichts erhalten.

## Geschichte
Die Burg wurde 1218 und 1232 im Besitz von Friedrich von Bicken erwähnt und war Stammsitz ihrer Erbauer, der Herren von Bicken. 
Vermutlich wurden die Herren von Bicken während der Dernbacher Fehde 1230 bis 1333 von ihrem Stammsitz vertrieben. Spätestens 1352 war die Burg zerstört.